# 岳阳路110号花园住宅
岳阳路110号花园住宅是中国上海的历史建筑，属于花园住宅，位于今徐汇区岳阳路110号，永嘉路口西北侧，与岳阳路145号花园住宅和永嘉路501号住宅相对。岳阳路110号花园住宅建于1930年代，现代风格，立面简洁，2层砖木结构。现在为一〇三所。
1994年，岳阳路110号花园住宅被列为第二批上海市优秀历史建筑，编号D-Ⅲ-027。